# هاشم صديق
هاشم صِدِّيق (1957 - 2024 م)، هو شاعر سوداني بارز ملقب بـ "شاعر الملحمة"، ومتعدد المواهب فهو أيضاً كاتب مسرحي وكاتب درامي تلفزيوني وإذاعي وناقد وأكاديمي وصحفي اشتهر بتأليفه لأوبريت ملحمة قصة ثورة وهي أول وأكبر عمل غنائي استعراضي في السودان.

## ولادته وتحصيله
ولد هاشم بن صِدِّيق الملك علي، عام 1957، في حي بانت، بمدينة أم درمان بالسودان، وأبوه هو صديق الملك علي، وأمه هي أمنة بنت محمد طاهر.
التحق أولاً بروضة الأستاذة أمال حسن مختار في مسقط رأسه قبل أن يبدأ تعليمه الأولي بمدرسة أبو عنجة الأولية في أم درمان ثم انتقل إلى مدارس الأحفاد ودرس بالمعهد العالي للموسيقى والمسرح ونال درجة البكالوريوس في النقد المسرحي من الدرجة الأولى في عام 1974م.
وتلمذ هاشم على يد أساتذة في مجال المسرح والتمثيل أمثال إسماعيل خورشيد والسر أحمد قدور والفاضل سعيد ومحمود سراج والطاهر شبيكة وغيرهم وسافر إلى الخارج ليدرس التمثيل والإخراج بمدرسة التمثيل إيست 15 في إسكس بالمملكة المتحدة في عام 1976م. عمل بعد تخرجه أستاذاً محاضراً وأستاذا مشاركاً بالمعهد العالي للموسيقى والمسرح بالسودان حتى عام 1995م وكان من إنجازاته في تلك الفترة إنشاء مكتبة المسرح السوداني بشقيها المقروء والمسموع.

## مشواره الفني
ظهرت بوادر مواهبه وشغفه بالتمثيل والشعر منذ صباه وقبل دخوله المدرسة واختير من ضمن أطفال الروضة التي أُلحق بها من قبل والديه للاشتراك في برنامج «ركن الأطفال» بالإذاعة السودانية في أم درمان حيث قام بلعب دور الابن مع الممثل حسن عبد المجيد الذي مثل دورالأب. وعقب ثورة 21 أكتوبر 1964 بالسودان والتي أطاحت بحكم الرئيس إبراهيم عبود أبدى صديق نشاطاً غير عادي في الآداب وفنون الموسيقى وذلك من خلال انتمائه لفرع اتحاد شباب السودان بحي بانت حيث قام بتنظيم فعاليات ثقافية مكثفة في التمثيل والشعر والموسيقي والدراما، وفي تلك الفترة ألف أول مسرحية له عنوانها «قصة شهيد» وتولى بنفسه مهمة إخراجها أيضاً.
وبعد ذلك توالت أعماله في الشعر والمسرح وكانت أول قصيدة له رأت النور هي قصيدة «النهاية» (في يوم غريب)، وأول مسلسل إذاعي كان بعنوان «قطار الهّم» الذي قُدِم في ثلاثين حلقة في الموسم الإذاعي الرمضاني للدراما. وكانت «أجراس الماضي» أول تمثيلية تلفزيونية ألفها ومسرحية «أحلام الزمان» أولى مسرحياته.

## نشاطه السياسي
مارس هاشم صديق العمل الصحفي وعمل في عدة صحف سودانية. وقد أُستُدعي مرات عديدة إلى مكاتب الأجهزة الأمنية ونيابة الجرائم الموجهة ضد الدولة في عهدي الرئيس جعفر النميري وحكومة الإنقاذ برئاسة عمر البشير وتعرض للاعتقال بسبب بعض أعماله الأدبية التي كانت تراها الحكومتان مناوئة لنظاميهما، فضلاً عن إتهامه بميول شيوعية تحاربها الحكومتان. ومن أعماله المحظورة آنذاك مسلسل «الحراز والمطر» واعتُقل عند بثه لفترة شهر إبان حكومة نميري عام 1979، ومسلسل «الحاجز» في عام 1984م الذي أوقف بثه أولاً ثم قُصَت منه أجزاء من قبل الرقابة على الإعلام، وبرنامج «دراما 90 – 1993م» الذي أوقف من قبل أجهزة السلطة، وأخيراً مسرحية «نبتا حبيبتي» التي أوقفت بعد يومين فقط من عرضها بحجة أنها ضد نظام الرئيس نميري وشُكِّلت لجنة لتقييمها برئاسة بونا ملوال وزير الدولة للثقافة والإعلام آنذاك ضمت في عضويتها ممثلاً لجهاز أمن الدولة. وأوصت اللجنة بالسماح بعرض المسرحية «لأن إستـمرارها أقل ضرراً من وقفها».

## أوبريت ملحمة الثورة
أول عمل شعري كبير وناجح ظهر به هاشم صديق وذاع صيته فيه هو ملحمة الثورة أو ملحمة قصة ثورة، كما تسمى أحياناً، وقد كتب صديق نصوصها وهو لا يزال شاباً لم يتجاوز العشرين. وتعد الملحمة التي قام بتلحينها الفنان محمد الأمين أول تجربة ناجحة في فن الغناء الموسيقي الكورالي بالسودان خاصة بعد أن لاقت قبولاًَ كبيراً لدى المستمع السوداني حتى صارت بمثابة تراث وطني ساد الساحة الفنية بالسودان لردح من الزمن. ورغم أن صديق يقول بأنه تجاوز ما اسماه «محطة ومرحلة الملحمة منذ فترة طويلة»، إلا أنه لم يقدم أي عمل بحجمها ولم يكرر التجربة ولذلك ظلت أوبريت قصة ثورة خطوة يتيمة لم تلحقها خطوات مماثلة. وتتميز الملحمة ببساطة وسلاسة نصوصها وضخامة معانيها وجزالة الموسيقى المصاحبة لها. وفيها يروي الشاعر يوميات الثورة انطلاقاً من خلفية الإستبداد السياسي الذي وصفه بالليل الظالم الطويل وهتافات الشارع وحشود الجامعة التي انطلقت منها شرارة الثورة وشهدائها ومن بينهم أحمد القرشي طه وعبد الحفيظ نصار.

## إنتاجه الأدبي والفني

### المسلسلات الإذاعية (1973- 2001)
- قطار الهم
- الحراز والمطر
- الحاجز
- الديناصور
- الخروج عن النهر
- حزن الحقائب والرصيف

### البرامج الإذاعية (1967-1993)
- فنان مسرحي علي كرسي الاعتراف
- مسرحية وقضية

### الأعمال التلفزيونية
- دراما أجراس الماضي
- دراما الحواجز
- دراما موعد منتصف الليل
- مسلسل طائر الشفق الغريب

### الأعمال المسرحية (1972-1998)
- أحلام الزمان (حائزة علي جائزة الدولة لأحسن نص مسرحي للموسم المسرحي 1972 م – 1973م).
- نبتة حبيبتي (حائزة علي جائزة النص المسرحي للموسم المسرحي عام 1973م – 1974)
- وجه الضحك المحظور

### الأعمال الشعرية (1975-2007)
- كلام للحلوة
- الزمن والرحلة
- جواب مسجل للبد
- أذن الآذآن
- الوجع الخرافي
- الغريب والبحر
- اجترار
- هذا المساء
- ميلاد
- إنتظري
- أنا شُفت يا بت في المنام
- علي باب الخروج
- المجموعة الشعرية الكاملة الأولى

## وفاته
توفي هاشم صديق في الإمارات العربية المتحدة، يوم السبت 7 جُمادى الأولى 1446هـ الموافق 9 نوفمبر (تشرين الثاني) 2024م.